# Joseph Attamah
Joseph Larweh Attamah (Acra, 22 de mayo de 1994) es un futbolista ghanés. Juega de defensa y su equipo es el Çorum F. K. de la Superliga de Turquía.

## Selección nacional
Ha sido internacional con la selección de fútbol de Ghana en seis ocasiones. Su debut se produjo el 1 de septiembre de 2017 contra Congo. 

## Clubes
| Club                            | País    | Año       |
| ------------------------------- | ------- | --------- |
| Tema Youth                      | Ghana   | 2011-2014 |
| Adana Demirspor                 | Turquía | 2014-2016 |
| Estambul Başakşehir F. K.       | Turquía | 2016-2020 |
| Çaykur Rizespor (cedido)        | Turquía | 2019-2020 |
| Fatih Karagümrük S. K. (cedido) | Turquía | 2020      |
| Kayserispor                     | Turquía | 2020-2025 |
| Çorum F. K.                     | Turquía | 2025-     |